# Mors-Thy Færgefart
Mors-Thy Færgefart I/S er et kommunalt ejet og drevet færgeselskab, der står for driften af færgefarten mellem Thy og Mors ved Feggesund og indtil 26. februar 2015 tillige overfarten ved Næssund. Mors-Thy Færgefart har adresse på Jernbanevej 7, 7900 Nykøbing Mors. Feggesundfærgen har kapacitet til 22 personbiler. Der er frihøjde på 4,5 meter under broen og en fribredde på 4,80 meter. Færgen sejler over Feggesund hvert 20. minut. Færgens officielle side, hvor man kan finde aktuelle priser og sejlplaner er www.mors.dk/feggesund